# Speck of Gold (single)
"Speck of Gold" is een single van de Britse producer Afterlife, wiens echte naam Steve Miller is. Deze artiest moet niet verward worden met gitarist Steve Miller, en pianist Steve Miller. Afterlife heeft de single gemaakt met de Britse zangeres Cathy Battistessa. Het is de enige song van Afterlife dat voor zover uitgebracht is op single. "Speck of Gold" is tevens een van zijn grootste, zo niet grootste hit. Het lied komt van Millers gelijknamige album Speck of Gold uit 2004, dat voor zover bekend op vinyl en cd is uitgebracht.

## Tracklist
Vinyl (12" inch):
1. Speck Of Gold (Chris Coco Mix)
2. Speck Of Gold (Universal Sunset Mix)
3. Sunrise (Roger Sanchez Mix)
4. Speck Of Gold (Original Mix)